# Giang Văn Dũng
Giang Văn Dũng (* 3. Januar 2001) ist ein vietnamesischer Leichtathlet, der sich auf den Mittelstreckenlauf spezialisiert hat.

## Sportliche Laufbahn
Erste internationale Erfahrungen sammelte Giang Văn Dũng im Jahr 2023, als er bei den Südostasienspielen in Phnom Penh in 1:54,98 min den fünften Platz im 800-Meter-Lauf belegte und über 1500 Meter mit 4:05,41 min auf Rang acht gelangte.
In den Jahren 2020 und 2021 wurde Giang vietnamesischer Meister in der 4-mal-800-Meter-Staffel. 

## Persönliche Bestleistungen
- 800 Meter: 1:53,20 min, 13. Oktober 2020 in Tây Ninh
- 1500 Meter: 3:55,65 min, 9. Dezember 2021 in Hanoi